# 1-Nonanol
El 1-nonanol es un alcohol graso de cadena lineal con nueve átomos de carbono y fórmula molecular CH3(CH2)8OH. Es un líquido aceitoso incoloro con un olor cítrico similar al aceite de citronela.
El nonanol se encuentra de forma natural en el aceite de naranja. El uso principal del nonanol es en la fabricación de aceite de limón artificial. Diversos ésteres de nonanol, como el acetato de nonilo, se utilizan en perfumería y aromas.

## Nonanoles
Más comunes que el 1-nonanol son sus numerosos isómeros, como el alcohol isononílico o el 2-etilhexanol, que normalmente se producen por hidroformilación de octenos. Los octenos isoméricos se producen por dimerización de butenos. Estas mezclas de alcoholes se utilizan como disolventes en pinturas y como precursores de plastificantes.

## Toxicidad
La LD50 (oral, ratas) es de unos 2,98 g/kg.